# Slepý mlýn
Slepý mlýn (německy Blindmühle) je bývalý mlýn, který se nachází u Živného potoka v jihočeském městě Prachatice. Jeho adresa je Mlýnská 40-41.
V lokalitě Slepého mlýna se také nachází bod s nejnižší nadmořskou výškou na území Prachatic, a to 536 m n. m.

## Historie
Objekt mlýna je vyznačen již na mapách z Prvního vojenského mapování z druhé poloviny 18. století. Pravděpodobně je však ještě staršího, jistě středověkého původu; po vypálení v 17. století byl nejspíše kompletně obnoven. 
Mlýn již od 60. let 20. století slouží pro potřeby Státní veterinární správy. Odpovídající budova, která doplnila původní areál, byla zprovozněna v roce 1962. Část areálu také využívají místní Vodovody a kanalizace.